# Годинник (сузір'я)

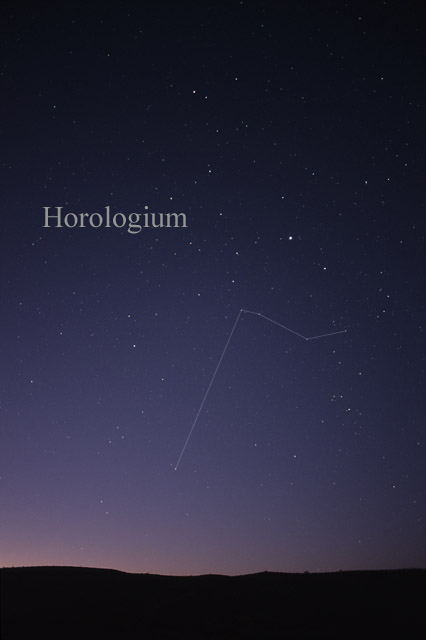
Годинник неозброєним оком.

Годи́нник (лат. Horologium) — неяскраве сузір'я південної півкулі неба. Містить 35 зірок, видимих неозброєних оком. На території України частково спостерігається в південних районах.
Нове сузір'я. Вперше опубліковане Нікола Лакайлем у 1754 році без назви, у 1756 році під назвою Маятниковий Годинник (лат. Horologium Oscillitorium), яка згодом була скорочена.
Одним з небагатьох цікавих для спостереження об'єктів у сузір'ї Годинника є зоря R Годинника, змінна типу мірід, яка має одні з найбільших коливань зоряної величини.